# 聖ペテロの解放 (リベーラ)
『聖ペテロの解放』（せいペテロのかいほう、英: Liberation of Saint Peter）、または『天使に解放される聖ペテロ』（てんしにかいほうされるせいペテロ、西: San Pedro libertado por un ángel）は、スペインのバロック絵画の巨匠ホセ・デ・リベーラが1639年にキャンバス上に油彩で描いた絵画である。1718年にマドリードで売却された後にスペイン王室のコレクションに入り、現在、マドリードのプラド美術館に所蔵されている。

## 作品
本作の主題「聖ペテロの解放」は『新約聖書』中の「使徒言行録」にもとづくもので、17世紀初頭のローマに集まったカラヴァッジョ派の画家たちカラヴァッジェスキがしばしば取り上げたものである。逸話によれば、投獄され、鎖につながれて兵士たちの間に寝ていたペテロのもとに天使が現れ、「急いで立て」といって彼を解放したという。
この絵画の舞台は鉄格子のはまった窓のある牢獄の一部屋に設定され、兵士たちは省かれている。床に横たわっていたペテロのもとに突如、大きな羽をつけた天使が雲に乗って飛来し、聖人の両手をつないでいた手錠を破壊し、出口を右手で示している。リベーラは、その奇跡の瞬間を劇的に描き出した。

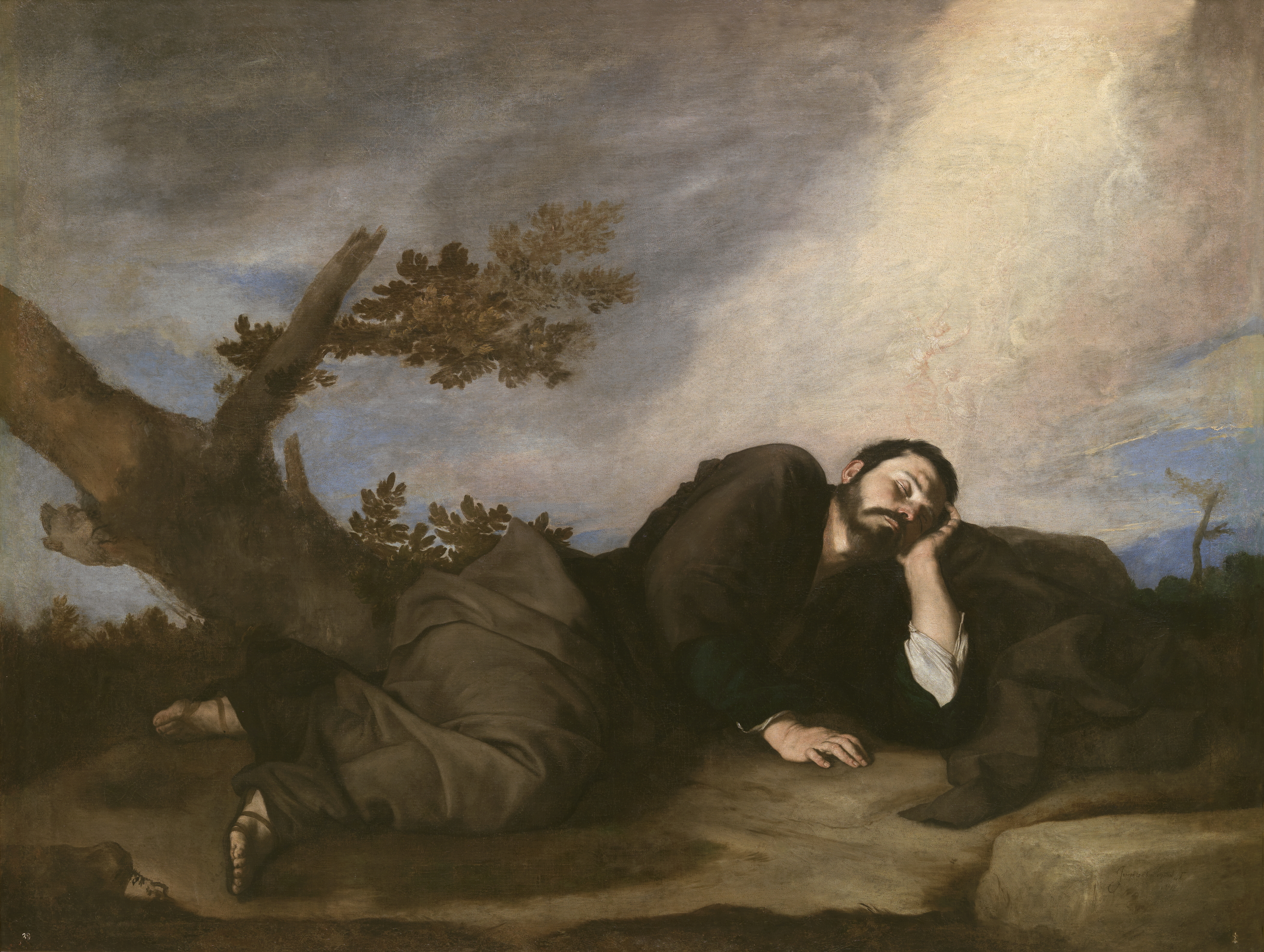
ホセ・デ・リベーラ『ヤコブの夢』 (1639年)、プラド美術館、マドリード

本作は、やはりプラド美術館蔵の『ヤコブの夢』の対作品として制作されたと考えられる。両作品とも1639年の制作年を持ち、ほぼ同じ横長サイズのキャンバスにほぼ同じような構図で描かれている。また、どちらの作品も眠っている間に起きた宗教的奇跡を主題とし、画面に対し水平に寝そべる男を主要なモティーフとしている。一方で、『ヤコブの夢』が屋外の明るい情景であるのに対し、本作『聖ペテロの解放』は室内の闇の情景として描かれ、見事な対比をなしている。
『ヤコブの夢』と比較すると、夜の暗い牢獄を表す本作は、カラヴァッジョに由来する明暗のコントラストを強調したテネブリスムが際立つ。しかし、1610-1620年代の初期作品と比べれば、本作のテネブリスムはかなり和らげられている。リベーラはグイド・レーニやドメニキーノの古典主義に触れ、1620年代末から徐々にカラヴァッジョ様式から古典主義様式へと転向を図っていった。そして、1630年代半ばには明るく、より調和のとれた様式を確立するが、本作と『ヤコブの夢』はそれ以降の時代でもリベーラがテネブリスムと古典主義を使い分けていたことを示す好例である。
本作はまた、1630年代以降のリベーラのテネブリスムが初期のものとは異なり、卑俗な写実性を伴わないものに変化していったことも示している。人物像にも初期作品のような粗野な風貌は見られない。ペテロは古代彫刻的な凛々しさを持つ風貌に仕上げられており、天使は完全に古典主義的な理想化を施されている。人物の衣服に見られる鮮やかな色彩も、リベーラが1630年代後半から用い始めたものである。かくして、本作は画家の円熟した様式を示す作品となっている。